# Amigas y rivales
Amigas y rivales (doslova Přátelé a soupeři) je mexická telenovela produkovaná společností Televisa a vysílaná na stanici Las Estrellas v roce 2001. V hlavních rolích hráli Ludwika Paleta, Angélica Vale, Michelle Vieth, Adamari López, Arath de la Torre, Gabriel Soto, Rodrigo Vidal a Johnny Lozada.

## Obsazení
| Ludwika Paleta    | Jimena De la O Terán                                    |
| Michelle Vieth    | Laura González Uribe / Laura Valtierra Uribe            |
| Angélica Vale     | Wendy Nayeli Pérez Chacón / Wendy Nayeli Benítez Chacón |
| Adamari López     | Ofelia Villada Ruvalcaba / Ofelia De La O               |
| Arath de la Torre | Roberto De la O Terán / Roberto Vallejo Terán           |
| Rodrigo Vidal     | Armando Del Valle                                       |
| Johnny Lozada     | Johnny Trinidad                                         |
| Gabriel Soto      | Ulises Barrientos „El Feo“                              |